# Festival d'Angoulême 2002
Le 29e Festival international de la bande dessinée d'Angoulême s'est déroulé du 24 au 27 janvier 2002.

## Affiche
- Martin Veyron

## Palmarès

### Grand Prix de la Ville d'Angoulême
- Le grand prix de la ville d'Angoulême a été remis à François Schuiten.

### Prix décernés par le grand jury
- Alph-Art du meilleur album : Isaac le pirate : les Amériques de Christophe Blain, éd. Dargaud, Paris
  - Uncle Sam de Steve Darnall et Alex Ross, éd. Semic, Paris
  - Pilules Bleues de Frederik Peeters, éd. Atrabile, Genève
  - Aberzen : Commencer par mourir de Marc N'Guessan et Christophe Gibelin, éd. Soleil, Toulon
  - Hicksville de Dylan Horrocks, éd. L'Association, Paris
  - Tirésias : l'Outrage et la Révélation de Serge Le Tendre et Christian Rossi, éd. Casterman, Bruxelles
  - Frida Kahlo de Marco Corona, éd. Rackham, Paris
  - la Lecture des ruines de David B., éd. Dupuis, Marcinelle

- Alph-Art du meilleur dessin : le Cri du peuple : les Canons du 18 mars de Jacques Tardi et Jean Vautrin, Casterman, Bruxelles
  - les Entremondes : les Eaux Lourdes de Manu et Patrice Larcenet, éd. Dargaud, Paris
  - Ubu roi de Alfred Jarry et Daniel Casanave, éd. Les 400 coups, Ivry-sur-Seine
  - les Olives noires : Pourquoi cette nuit est-elle différente des autres nuits ? de Emmanuel Guibert et Joann Sfar, éd. Dupuis, Marcinelle
  - Che de Alberto Breccia, Enrique Breccia et Héctor Oesterheld, éd. Fréon, Anderlecht
  - Monsieur Mardi-Gras Descendres : le Pays des larmes de Éric Liberge, éd. Pointe Noire, Paris
  - Sin City : l'Enfer en retour de Frank Miller, éd. Rackham, Paris

- Alph-Art du meilleur scénario : Persepolis : Tome 2 de Marjane Satrapi, éd. L'Association, Paris
  - Mention spéciale pour Rural ! de Étienne Davodeau, éd. Delcourt, Paris
  - le Décalogue : le Serment de TBC et Frank Giroud, éd. Glénat, Grenoble
  - Green Manor : Assassins et Gentlemen de Fabien Vehlmann et Denis Bodart, éd. Dupuis, Marcinelle
  - La Ligue des Gentlemen extraordinaires de Alan Moore et Kevin O'Neill, Éditions USA
  - Le Playboy de Chester Brown, éd. Les 400 coups, Ivry-sur-Seine
  - Amours fragiles : le Dernier Printemps de Philippe Richelle et Jean-Michel Beuriot, éd. Casterman, Bruxelles

- Alph-Art du meilleur dialogue : Terrain vague de Kaz, éd. Cornélius, Paris
  - Georges et Louis romanciers : la Reine des mouches de Daniel Goossens, éd. Fluide glacial, Paris
  - Agrippine et la secte à Raymonde de Claire Bretécher, éd. Hyphen, Paris
  - Grand vampire : Cupidon s'en fout Joann Sfar, éd. Delcourt, Paris
  - Promenade(s) de Pierre Wazem, éd. Atrabile, Genève
  - Le Singe et la Sirène de Nicolas Dumontheuil et Éliane Angéli, éd. Casterman, Bruxelles
  - le Roi Catastrophe : Adalbert ne manque pas d'air de Lewis Trondheim et Fabrice Parme, éd. Delcourt, Paris

- Alph-Art du meilleur premier album : le Val des ânes de Matthieu Blanchin, éd. Ego comme X, Angoulême
  - Norbert l'imaginaire : Imaginaire : 1 - Raison : 0 de Olivier Guéret et Nicolas Vadot, éd. Le Lombard, Bruxelles
  - Bouffe et Châtiment de Mattias Gnehm et Francis Rivolta, éd. Hors Collection
  - Samedi et Dimanche : le Paradis des cailloux de Gwen et Fabien Vehlmann, éd. Dargaud, Paris
  - Hariti : Un ventre aride de Nicolas Ryser et Igor Szalewa, éd. Glénat, Grenoble
  - la Région : l'Héritage des trente velus de Olivier Jouvray et Denis Roland, éd. Paquet, Genève

### Autres prix du festival
- Alph-Art Jeunesse 9-12 ans : Trolls de Troy : les Maléfices du thaumaturge de Scotch Arleston et Jean-Louis Mourier, éd. Soleil, Toulon
  - Tendre Banlieue : Appel au calme de Tito, éd. Casterman, Bruxelles
  - Sillage : le Signe des démons de Jean-David Morvan et Philippe Buchet, éd. Delcourt, Paris
  - Kid Paddle : Waterminator de Midam, éd. Dupuis, Marcinelle
  - Malika Secouss : Groove ton chemin de Téhem, éd. Glénat, Grenoble

- Alph-Art Jeunesse 7-8 ans : les Zinzin' venteurs : Total zinglés de Bruno Madaule, Sylvia Douyé et Jacky Goupil, éd. Casterman, Bruxelles

- Alph-Art du public : le Cri du peuple : les Canons du 18 mars de Jacques Tardi, d'après Jean Vautrin, éd. Casterman, Bruxelles

- Alph-Art de la bande dessinée scolaire : Richard Thiébault

- Alph-Art Fanzine : Le Phaco, éd. Groinge

- Alph-Art jeunes talents : Cyril Doisneau

- Alph-Art de la communication : Les poulets fermiers du Gers de Christian Mouly (Agence Anapurna)

### Prix remis dans le cadre du festival
- Prix René Goscinny : Une épatente aventure de Jules : la Réplique inattendue de Émile Bravo, éd. Dargaud, Paris
- Prix France Info : Persepolis : Tome 2 de Marjane Satrapi, éd. L'Association, Paris
- Prix Canal BD : Isaac le pirate : les Amériques de Christophe Blain, éd. Dargaud, Paris
- Prix de la critique (ACBD) : Un monde de différence de Howard Cruse, éd. Vertige Graphic, Paris
- Prix Tournesol : Rural ! de Étienne Davodeau, éd. Delcourt, Paris
- Prix du jury œcuménique de la bande dessinée : Amours fragiles : le dernier printemps de Philippe Richelle et Jean-Michel Beuriot, éd. Casterman, Bruxelles
- Prix de l'École de l'image : Nicolas de Crécy

## Pays invité
- Les États-Unis.

## Déroulement du festival
- Expositions : Martin Veyron, Jean-Marc Rochette, Comics : génération indépendants, Comics US : Maîtres de la bande dessinée américaine, Carlos Nine, Sport et bande dessinée, Peter Pan, Exposition «Traits contemporains» (avec de jeunes auteurs tels que David Vandermeulen, Guillaume Bouzard, Kaze Dolemite ou Winshluss), Exposition Yakari...

Événement : la présence de Will Eisner.

## Jury
- Comité de pré-sélection : Thierry Bellefroid, José-Louis Bocquet, Nicolas Finet, Benoît Mouchart, Jean-Marc Thévenet, Martin Veyron.
- Jury des Prix Alph-Art : Martin Veyron, Anna Gavalda, Jacky Berroyer, Francis Girod, Alain Jaubert, William Klein, Alain Schifres.